# Traité de Trenčín
 (octobre 2020).
Si vous disposez d'ouvrages ou d'articles de référence ou si vous connaissez des sites web de qualité traitant du thème abordé ici, merci de compléter l'article en donnant les références utiles à sa vérifiabilité et en les liant à la section « Notes et références ».
- Royaume de Pologne
- Royaume de Bohême

Le traité de Trenčín est un accord de paix signé le 24 août 1335 entre le roi Casimir III de Pologne et le roi Jean Ier de Bohême, ainsi que son fils le margrave Charles de Moravie. Il a été conclu par l'agence du beau-frère de Casimir, le roi Charles Robert de Hongrie, et signé au château de Trenčín (Trencsén), à cette époque dans le royaume de Hongrie (aujourd'hui en Slovaquie). 
Le traité a initié le transfert de la suzeraineté sur l'ancienne province polonaise de Silésie au royaume de Bohême, après quoi les duchés silésiens, toujours sous la domination de la maison Piast, ont été rattachés définitvement aux pays de la couronne de Bohême. En échange, le roi Jean Ier renonça formellement à toutes les prétentions au trône de Pologne provenant du patrimoine des Přemyslides. Le traité a été réaffirmé par Casimir et Charles, désormais roi de Bohême et roi des Romains lors de la conférence de Namysłów le 22 novembre 1348. 

## Contexte
Le conflit entre les souverains polonais et bohémiens concernant la suprématie sur la Silésie remonte au xe siècle, lorsque le duc Vratislav Ier de Bohême et son fils Boleslav le Cruel ont dominé une bonne partie du pays. Vers la fin du siècle, les premiers ducs polonais de la maison Piast, Mieszko Ier et son fils Boleslas le Vaillant ont réussi à conquérir la Silésie et en 1054, le duc Bretislav Ier de Bohême, sous la pression de son suzerain l'empereur Henri III, doivent accepter de renoncer au pays. 
Finalement, en 1137 à Kłodzko, grâce à la médiation de l'empereur Lothaire de Supplinbourg, les ducs Sobeslav Ier de Bohême et Boleslas III de Pologne tombent d'accord sur la confirmation de la délimitation des frontières. Boleslas, meurt en 1138, partage son État entre ses quatre fils. L’aîné, Ladislas II le Banni, reçoit la Silésie et le titre de princeps de Pologne. Néanmoins, Ladislas meurt en exil à Altenbourg en Thuringe; ses fils n'ont pas pu revenir à la Silésie avant l'an 1163. Au début du XIIIe siècle, le duc Henri Ier le Barbu, engage la colonisation germanique. 
Après le décès du duc Henri II le Pieux, fils de Henri Ier, à la bataille de Legnica en 1241, le duché de Silésie se divisa en une pluralité de petites principautés. Henri II était marié à la princesse Anne de Bohême et au cours des partages successoraux, les ducs de la lignée silésienne des Piast se sont progressivement détachés de l'association des pays polonais et se soumettaient à la suprématie des rois de Bohême. En 1289 déjà, le duc Casimir de Bytom est le premier à rendre un hommage féodal à Venceslas II de Bohême ; il sera bientôt suivi par ses cousins. 

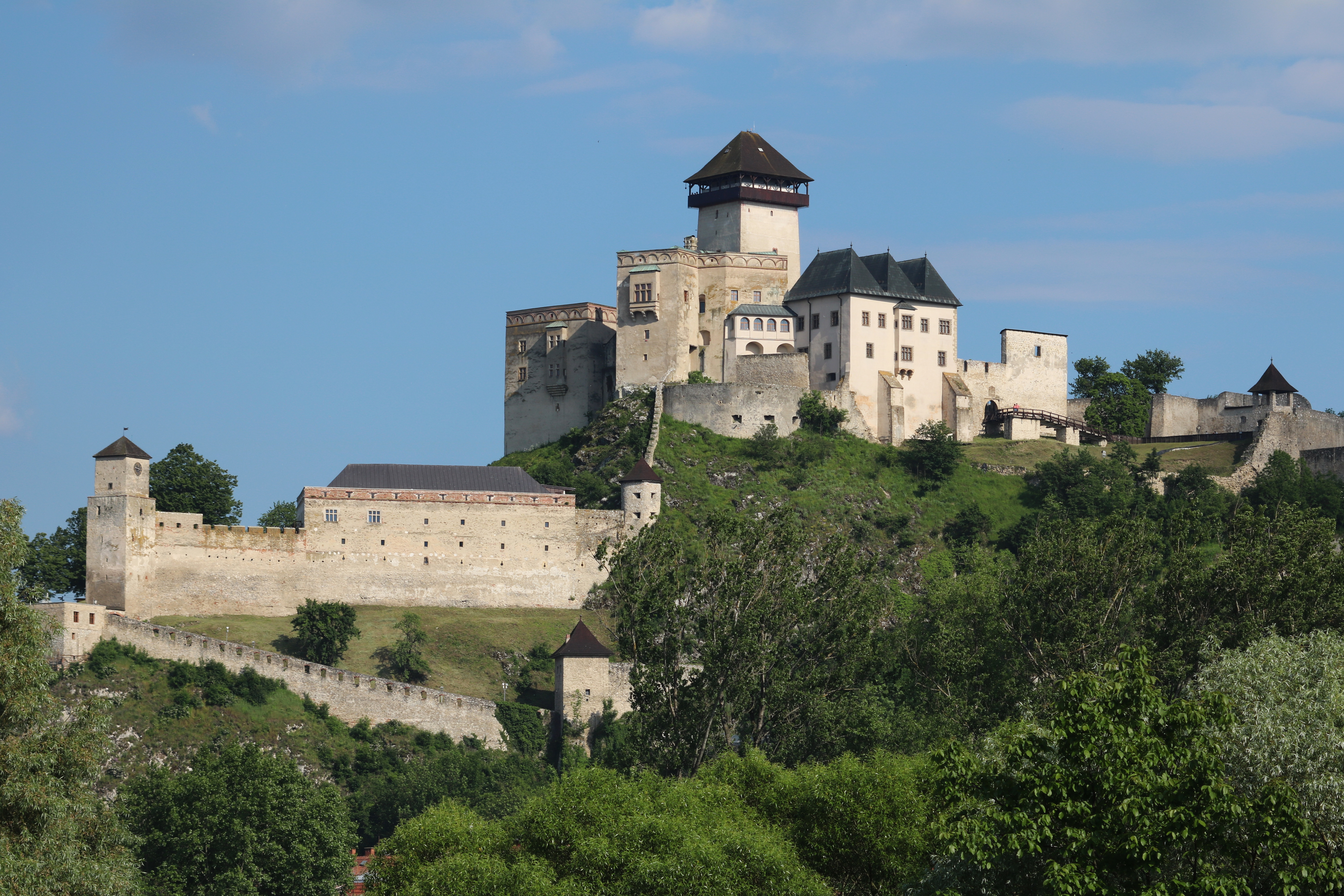
Le château de Trenčín.

Lorsque les efforts de Ladislas Ier de Pologne, couronné roi en 1320, aboutirent à la restauration de l'État polonais, il chercha également à rassembler les duchés silésiens. Le résultat a été que les ducs d'Opole et de Wrocław (en 1327), ainsi que les ducs de Liegnitz, Brzeg, Sagan, Œls et Ścinawa (en 1329) se sont rendus à la vassalité du roi Jean Ier de Bohême. Deux ans plus tard, à la mort du duc Przemko II, suivait aussi le duché de Głogów. Le duc Bolko II de Ziębice reconnaît la suzeraineté de la Bohême en 1336.
Seul le duc Bolko II le Petit, seigneur de Schweidnitz-Jauer, réussit à préserver son autonomie jusqu'à sa mort en 1368. Néanmoins, par sa nièce Anne de Schweidnitz, épouse de l'empereur Charles IV, son duché fut acquis par les souverains de la maison de Luxembourg. En 1372, son oncle, le roi Louis Ier de Pologne, confirme toutes les dispositions du traité de Trenčín. Lorsque la veuve de Bolko II, Agnès de Habsbourg, décède en 1392, les territoires de Schweidnitz par le droit de déshérence reviennent aux rois de Bohême.